# Why Him?
Why Him? (¿Tenía que ser él? en España y ¿Por qué él? en Hispanoamérica) es una película de comedia romántica estadounidense dirigida por John Hamburg y coescrita con Ian Helfer. La película está protagonizada por James Franco, Bryan Cranston, Zoey Deutch, Megan Mullally, Griffin Gluck, Keegan-Michael Key y prestando su voz Kaley Cuoco. La película se estrenó el 23 de diciembre de 2016 por 20th Century Fox y ha recaudado más de 118 millones en el mundo.

## Sinopsis
Ned Fleming (Bryan Cranston) y su esposa Barb (Megan Mullally), junto con su hijo de 15 años Scott (Griffin Gluck), acuden a visitar a su hija mayor, Stephanie (Zoey Deutch), donde les presenta a su novio, Laird Mayhew (James Franco), un rico y famoso joven cuyo uso de la blasfemia, personalidad burbujeante, y honestidad sobre asuntos personales son un poco abrumadores para Barb y Scott, y son las causas de que Ned lo desprecie, aunque Stephanie insiste en que él es una buena persona y que le hace feliz. Pero cuando Laird revela que su plan es proponer matrimonio a Stephanie en los próximos cinco días y pide la oportunidad de probarse a sí mismo digno de su amor para que Ned les pueda dar su bendición, Laird se sale de su camino para ganarse a Barb y Scott, mientras que Ned trata de asegurarse de que Laird no lo consiga.

## Reparto
- James Franco como Laird Mayhew, el novio de Stephanie.
- Zoey Deutch como Stephanie Fleming, la novia de Laird y la hija de Ned.
- Bryan Cranston como Ned Fleming, el padre de Stephanie.
- Megan Mullally como Barb Fleming, la esposa de Ned y la madre de Stephanie.
- Griffin Gluck como Scotty Fleming, el hermano menor de Stephanie.
- Kaley Cuoco como Justine (voz).
- Cedric the Entertainer como Lou Dunne.
- Keegan-Michael Key como Gustav.
- Zack Pearlman
- Steve Aoki
- Casey Wilson
- Andrew Rannells
- Adam DeVine
- Paul Stanley como él mismo.
- Gene Simmons como él mismo.

## Producción
El 18 de noviembre de 2014, se reveló que John Hamburg estaba coescribiendo una película cómica titulada ¿Why Him? con Ian Helfer para 20th Century Fox. El 27 de febrero de 2015, James Franco estaba en conversaciones para unirse a la película para interpretar a un joven multimillonario. Las productoras de Shawn Levy, 21 Laps Entertainment y de Ben Stiller, Red Hour Productions producirían la película, sobre un padre del medio oesteque viaja con su familia a visitar a una hija en la universidad y se encuentra en una batalla con su nuevo multimillonario novio. El 25 de agosto de 2015, Bryan Cranston se unió a la película para interpretar al padre. En agosto de 2015, la película fue seleccionada por la Comisión de Cine de California para recibir $5.4 millones en créditos fiscales. El 12 de enero de 2016, Griffin Gluck fue añadido al elenco de la película para interpretar a Scotty Fleming, el hijo del personaje de Cranston. E 13 de enero de 2016, Megan Mullally se unió a la película a interpretar a Barb Fleming, la esposa de Ned (interpretado por Cranston). El 8 de diciembre de 2015, Zoey Deutch, fue elegida para interpretar el personae principal femenino, la novia del joven millonario. El 19 de enero de 2016, Keegan-Michael Key se unió al elenco de la película, y después de él, Zack Pearlman también firmó para protagonizar la película. El músico Steve Aoki también se unió al elenco de la película, y lo confirmó a través de su cuenta de Twitter.
La fotografía principal de la película comenzó a mediados de febrero de 2016 en Los Ángeles.

## Estreno
Why Him? fue estrenada el 23 de diciembre de 2016 por 20th Century Fox, originalmente iba a ser estrenada el 11 de noviembre de 2016.

### Recaudación
Hasta el 21 de marzo de 2017, Why Him? recaudó $ 60.3 millones en los Estados Unidos y Canadá, y $ 57.5 millones en otros territorios para una recaudación mundial de $ 117.7 millones, contra un presupuesto de $ 38 millones.
Why Him? tuvo expectativas de recaudar $ 10–14 millones en 2,917 salas de cines en sus primeros 4 días de su estreno. Recaudó $3.9 millones en su primer día y $ 11 millones, durante su primer fin de semana recaudó $15.5 millones, terminando en 4.º lugar en la taquilla.

### Críticas
Rotten Tomatoes le da al film una aprobación de 40% basado en 113 comentarios. El sitio consensúa qué, "Sólidamente fundido, pero en general mal concebido, ¿Por qué él? Ofrece la risa extraña, pero en última instancia, añade decepcionantemente poco cansado a su fórmula de padre-vs-novio.". Metacritic le da al film una puntuación de 38/100, basado en 29 comentarios, indicando "críticas generalmente deplorables".